# Obrazy Auguste’a Renoira
Poniżej znajduje się lista obrazów  Auguste’a Renoira w kolejności chronologicznej
| Obraz | Tytuł                                                                  | Rok                | Technika                            | Wymiary                                            | Miejsce                                             |
| ----- | ---------------------------------------------------------------------- | ------------------ | ----------------------------------- | -------------------------------------------------- | --------------------------------------------------- |
|       | Portrait de la mère de Renoir                                          | 1860               | Olej na płótnie                     | 45 × 38 cm                                         | Kolekcja prywatna                                   |
|       | Retour d'une partie de bateau                                          | 1862               | Olej na płótnie                     | 50,8 × 61 cm                                       | Kolekcja prywatna                                   |
|       | Romaine Lacaux                                                         | 1864               | Olej na płótnie                     | 81,3 × 65 cm                                       | Cleveland Museum of Art                             |
|       | Portrait de William Sisley                                             | 1864               | Olej na płótnie                     | 81 × 65 cm                                         | Musée d’Orsay                                       |
|       | La Clairière                                                           | 1865               | Olej na płótnie                     | 57,2 × 82,6 cm                                     | Detroit Institute of Arts                           |
|       | Mademoiselle Sicot                                                     | 1865               | Olej na płótnie                     | 116 × 89,5 cm                                      | National Gallery of Art                             |
|       | Paysage avec deux personnages                                          | 1865-1866          | Olej na płótnie                     | 33 × 24,1 cm                                       | Kolekcja prywatna                                   |
|       | Bouquet printanier                                                     | 1866               | Olej na płótnie                     | 104,7 × 80,3 cm                                    | Fogg Museum                                         |
|       | Le Cabaret de la mère Antony                                           | 1866               | Olej na płótnie                     | 195 × 130 cm                                       | Nationalmuseum                                      |
|       | Dans le Parc de Saint-Cloud                                            | 1866               | Olej na płótnie                     | 50 × 61 cm                                         | Kolekcja prywatna                                   |
|       | Le Peintre Jules Le Cœur dans la forêt de Fontainebleau                | 1866               | Olej na płótnie                     | 106 × 80 cm                                        | Museu de Arte de São Paulo                          |
|       | Fleurs dans un vase                                                    | ca 1866            | Olej na płótnie                     | 81,3 × 65,1 cm                                     | National Gallery of Art                             |
|       | Diane chasseresse                                                      | 1867               | Olej na płótnie                     | 199,5 × 129,5 cm                                   | National Gallery of Art                             |
|       | Bazille przy sztalugach                                                | 1867               | Olej na płótnie                     | 106 × 74 cm                                        | Musée d’Orsay                                       |
|       | Liza z parasolką                                                       | 1867               | Olej na płótnie                     | 184 × 115 cm                                       | Muzeum Folkwang                                     |
|       | Le Pont des Arts                                                       | 1867-1868          | Olej na płótnie                     | 60,9 × 100,3 cm                                    | Norton Simon Museum                                 |
|       | Clown au cirque                                                        | 1868               | Olej na płótnie                     | 85 × 59 cm                                         | Kröller-Müller Museum                               |
|       | En été (La Bohémienne)                                                 | 1868               | Olej na płótnie                     | 85 × 59 cm                                         | Stara Galeria Narodowa w Berlinie                   |
|       | Sisley z żoną                                                          | 1868               | Olej na płótnie                     | 105 × 75 cm                                        | Wallraf-Richartz Museum                             |
|       | Le Garçon au chat                                                      | 1868               | Olej na płótnie                     | 123 × 66 cm                                        | Musée d’Orsay                                       |
|       | Les Patineurs                                                          | 1868               | Olej na płótnie                     | 72× 90 cm                                          | Kolekcja prywatna                                   |
|       | Chalands sur la Seine                                                  | 1869               | Olej na płótnie                     | 47 × 64 cm                                         | Musée d’Orsay                                       |
|       | La Grenouillère                                                        | 1869               | Olej na płótnie                     | 59 × 80 cm                                         | Muzeum Sztuk Pięknych im. Puszkina w Moskwie        |
|       | La Grenouillère                                                        | 1869               | Olej na płótnie                     | 66 × 81 cm                                         | Nationalmuseum                                      |
|       | La Grenouillère                                                        | 1869               | Olej na płótnie                     | 65,1 × 92,1 cm                                     | Oskar Reinhart Collection                           |
|       | Léonard Lenoir, le père de l'artiste                                   | 1869               | Olej na płótnie                     | 62,2 × 47 cm                                       | Saint Louis Art Museum                              |
|       | Fleurs dans un pot en faïence                                          | ca 1869            | Olej na karonie                     | 64,8 × 54,3 cm                                     | Museum of Fine Arts w Bostonie                      |
|       | Nymphe dans le ruisseau                                                | 1869-1870          | Olej na płótnie                     | 66,7 × 122,9 cm                                    | National Gallery w Londynie                         |
|       | La Baigneuse au griffon                                                | 1870               | Olej na płótnie                     | 184 × 115 cm                                       | Museu de Arte de São Paulo                          |
|       | Madame Clémentine Valensi Stora (L'Algérienne)                         | 1870               | Olej na płótnie                     | 84,5 × 59,7 cm                                     | Fine Arts Museums of San Francisco                  |
|       | Odalisque (Femme d'Alger)                                              | 1870               | Olej na płótnie                     | 69,2 × 122,6 cm                                    | National Gallery of Art                             |
|       | La Promenade                                                           | 1870               | Olej na płótnie                     | 81,3 × 65 cm                                       | Getty Center                                        |
|       | Tête de chien                                                          | 1870               | Olej na płótnie                     | 21,9 × 20 cm                                       | National Gallery of Art                             |
|       | Jeune femme à la voilette                                              | ca 1870            | Olej na płótnie                     | 61 × 51 cm                                         | Musée d’Orsay                                       |
|       | Une route à Louveciennes                                               | ca 1870            | Olej na płótnie                     | 38,1 × 46,4 cm                                     | Metropolitan Museum of Art                          |
|       | Rapha Maître (Madame Edmond Maître)                                    | 1870-1871          | Olej na płótnie                     | 37,4 × 32,3 cm                                     | Smith College Museum of Art                         |
|       | Bateau-lavoir sur la Seine, près de Paris                              | 1871               | Olej na płótnie                     | 46,4 × 55,9 cm                                     | Morohashi Museum of Modern Art                      |
|       | La Femme à la perruche                                                 | 1871               | Olej na płótnie                     | 92,1 × 65,1 cm                                     | Muzeum Guggenheima w Nowym Jorku                    |
|       | Madame Édouard Bernier                                                 | 1871               | Olej na płótnie                     | 78,1 × 62 cm                                       | Metropolitan Museum of Art                          |
|       | Nature morte au bouquet                                                | 1871               | Olej na płótnie                     | 74 × 59 cm                                         | Museum of Fine Arts, Houston                        |
|       | Rapha Maître                                                           | 1871               | Olej na płótnie                     | 130 × 83 cm                                        | Kolekcja prywatna                                   |
|       | La Seine à Chatou                                                      | 1871               | Olej na płótnie                     | 45,7 × 55,9 cm                                     | Art Gallery of Ontario                              |
|       | Camille Monet                                                          | 1872               | Olej na płótnie                     | 61 × 50 cm                                         | Musée Marmottan Monet                               |
|       | Camille Monet lisant                                                   | 1872               | Olej na płótnie                     | 61,2 × 50,3 cm                                     | Clark Art Institute à Williamstown (Massachusetts)  |
|       | Claude Monet (Le Liseur)                                               | 1872               | Farba olejna na cemencie            | 65 × 50 cm                                         | National Gallery of Art                             |
|       | Claude Monet lisant                                                    | 1872               | Olej na płótnie                     | 61 × 50 cm                                         | Musée Marmottan Monet                               |
|       | Intérieur de harem à Montmartre (Parisiennes habillées en algériennes) | 1872               | Olej na płótnie                     | 156 × 128,8 cm                                     | National Museum of Western Art                      |
|       | Madame Monet étendue sur un sofa                                       | 1872               | Olej na płótnie                     | 53 × 71,7 cm                                       | Muzeum Calouste Gulbenkiana                         |
|       | Le Pont Neuf                                                           | 1872               | Olej na płótnie                     | 75,3 × 93,7 cm                                     | National Gallery of Art                             |
|       | Roses dans un vase                                                     | 1872               | Olej na płótnie                     | 66 × 41 cm                                         | Kolekcja prywatna                                   |
|       | Femme demi-nue couchée : la rose                                       | ca 1872            | Olej na płótnie                     | 29,5 × 25 cm                                       | Musée d’Orsay                                       |
|       | L'Ombrelle renversée                                                   | ca 1872            | Olej na płótnie                     | 65 × 54 cm                                         | Clark Art Institute à Williamstown (Massachusetts)  |
|       | Canotiers à Argenteuil                                                 | 1873               | Olej na płótnie                     | 50 × 61 cm                                         | Kolekcja prywatna                                   |
|       | Claude Monet peignant dans son jardin à Argenteuil                     | 1873               | Olej na płótnie                     | 50 × 62 cm                                         | Wadsworth Atheneum                                  |
|       | Jeune Femme lisant                                                     | 1873               | Olej na płótnie                     | 35,5 × 27,5 cm                                     | Kolekcja prywatna                                   |
|       | La Mare aux canards                                                    | 1873               | Olej na płótnie                     | 50,2 × 61 cm                                       | Dallas Museum of Art                                |
|       | La Mare aux canards                                                    | 1873               | Olej na płótnie                     | 50,8 × 62,2 cm                                     | Kolekcja prywatna                                   |
|       | Les Moissonneurs                                                       | 1873               | Olej na płótnie                     | 60 × 74 cm                                         | Kolekcja prywatna                                   |
|       | La Seine à Argenteuil                                                  | 1873               | Olej na płótnie                     | 46,5 × 65 cm                                       | Musée d’Orsay                                       |
|       | Vue de Bougival                                                        | 1873               | Olej na płótnie                     | 49,5 × 57,1 cm                                     | Milwaukee Art Museum                                |
|       | Dans la loge                                                           | ca 1873            | Olej na płótnie                     | 27 × 22 cm                                         | Collection Durand-Ruel                              |
|       | Deux femmes dans l'herbe                                               | ca 1873            | Olej na płótnie                     | 59,7 × 73 cm                                       | Fondation Barnes                                    |
|       | Camille Monet et son fils Jean dans le jardin à Argenteuil             | 1874               | Olej na płótnie                     | 50,4 × 68 cm                                       | National Gallery of Art                             |
|       | Charles Le Cœur                                                        | 1874               | Olej na płótnie                     | 42 × 29 cm                                         | Musée d’Orsay                                       |
|       | La Danseuse                                                            | 1874               | Olej na płótnie                     | 142,5 × 94,5 cm                                    | National Gallery of Art                             |
|       | Jardin à Fontenay                                                      | 1874               | Olej na płótnie                     | 51 × 62 cm                                         | Oskar Reinhart Collection                           |
|       | Loża                                                                   | 1874               | Olej na płótnie                     | 80 × 63,5 cm                                       | Institut Courtauld                                  |
|       | La Parisienne                                                          | 1874               | Olej na płótnie                     | 163,2 × 108,3 cm                                   | National Museum Cardiff                             |
|       | Le Pêcheur à la ligne                                                  | 1874               | Olej na płótnie                     | 54 × 64 cm                                         | Kolekcja prywatna                                   |
|       | Régates à Argenteuil                                                   | 1874               | Olej na płótnie                     | 32,4 × 45,7 cm                                     | National Gallery of Art                             |
|       | La Seine à Argenteuil                                                  | 1874               | Olej na płótnie                     | 50 × 65 cm                                         | Portland Art Museum                                 |
|       | Femme à l'ombrelle et enfant                                           | 1874-1876          | Olej na płótnie                     | 47 × 562 cm                                        | Museum of Fine Arts w Bostonie                      |
|       | La Lecture du rôle                                                     | 1874-1876          | Huile sur bois                      | 9 × 7 cm                                           | Musée des Beaux-Arts de Reims                       |
|       | La Liseuse                                                             | 1874-1876          | Olej na płótnie                     | 46,5 × 38,5 cm                                     | Musée d’Orsay                                       |
|       | Paris, le quai Malaquais                                               | ca 1874            | Olej na płótnie                     | 38 × 46 cm                                         | Kolekcja prywatna                                   |
|       | Alphonsine Fournaise (La Dame au sourire)                              | 1875               | Olej na płótnie                     | 42 × 33 cm                                         | Museu de Arte de São Paulo                          |
|       | Au coin de cheminée                                                    | 1875               | Olej na płótnie                     | 61,5 × 50,6 cm                                     | Staatsgalerie                                       |
|       | Autoportrait                                                           | 1875               | Olej na płótnie                     | 39,1 × 31,7 cm                                     | Clark Art Institute à Williamstown (Massachusetts)  |
|       | La Cueillette des fleurs                                               | 1875               | Olej na płótnie                     | 54,3 × 65,2 cm                                     | National Gallery of Art                             |
|       | Femme à l'ombrelle dans un jardin                                      | 1875               | Olej na płótnie                     | 54,5 × 65 cm                                       | Musée Thyssen-Bornemisza                            |
|       | Les Grands Boulevards                                                  | 1875               | Olej na płótnie                     | 52,1 × 63,5 cm                                     | Philadelphia Museum of Art                          |
|       | Jeune Fille sur un banc                                                | 1875               | Olej na płótnie                     | 64 × 52 cm                                         | Kolekcja prywatna                                   |
|       | Madame Victor Chocquet                                                 | 1875               | Olej na płótnie                     | 75 × 60 cm                                         | Staatsgalerie                                       |
|       | Monsieur Fournaise                                                     | 1875               | Olej na płótnie                     | 55,9 × 47 cm                                       | Clark Art Institute à Williamstown (Massachusetts)  |
|       | Place de la Trinité                                                    | 1875               | Olej na płótnie                     | 54,5 × 65 cm                                       | Kolekcja prywatna                                   |
|       | Place de la Trinité                                                    | 1875               | Olej na płótnie                     | 50 × 62 cm                                         | Kolekcja prywatna                                   |
|       | La Place Saint-Georges                                                 | 1875               | Olej na płótnie                     | 65 × 54 cm                                         | Kolekcja prywatna                                   |
|       | Le Square de la Trinité                                                | 1875               | Olej na płótnie                     | 54 × 65,4 cm                                       | Kolekcja prywatna                                   |
|       | La Yole                                                                | 1875               | Olej na płótnie                     | 71 × 92 cm                                         | National Gallery                                    |
|       | Les Amoureux                                                           | ca 1875            | Olej na płótnie                     | 175 × 130 cm                                       | Galeria Narodowa w Pradze                           |
|       | Femme au chat                                                          | ca 1875            | Olej na płótnie                     | 56 × 46,4 cm                                       | National Gallery of Art                             |
|       | Paysage de neige                                                       | ca 1875            | Olej na płótnie                     | 51 × 66 cm                                         | Musée de l’Orangerie                                |
|       | Le Pont de Chatou                                                      | Olej na płótnie    | 51 × 65,2 cm                        | Clark Art Institute à Williamstown (Massachusetts) |                                                     |
|       | Une serveuse du restaurant Duval                                       | ca 1875            | Olej na płótnie                     | 100,3 × 71,4 cm                                    | Metropolitan Museum of Art                          |
|       | Au jardin - Sous la tonnelle au moulin de la Galette                   | ca 1875            | Olej na płótnie                     | 81 × 65 cm                                         | Muzeum Sztuk Pięknych im. Puszkina w Moskwie        |
|       | Victor Chocquet                                                        | ca 1875            | Olej na płótnie                     | 53 × 43,5 cm                                       | Fogg Museum à Cambridge (Massachusetts)             |
|       | Femme au piano                                                         | 1875-1876          | Olej na płótnie                     | 93,2 × 74,2 cm                                     | Art Institute of Chicago                            |
|       | La Jeune Mère (La Promenade)                                           | 1875-1876          | Olej na płótnie                     | 170,2 × 108,3 cm                                   | The Frick Collection                                |
|       | Torse, effet de soleil                                                 | 1875-1876          | Olej na płótnie                     | 81 × 65 cm                                         | Musée d’Orsay                                       |
|       | Madame Henriot en travesti (Le Page)                                   | 1875-1877          | Olej na płótnie                     | 161,3 × 104,8 cm                                   | Columbus Museum of Art                              |
|       | Portrait d'un jeune homme et d'une jeune fille                         | 1875-1880          | Olej na płótnie                     | 32 × 46 cm                                         | Musée de l’Orangerie                                |
|       | Alfred Sisley                                                          | 1876               | Olej na płótnie                     | 66,4 × 54,8 cm                                     | Art Institute of Chicago                            |
|       | Autoportrait                                                           | 1876               | Olej na płótnie                     | 70,8 × 54,6 cm                                     | Fogg Museum à Cambridge (Massachusetts)             |
|       | Bal w Moulin de la Galette                                             | 1876               | Olej na płótnie                     | 131 × 175 cm                                       | Musée d’Orsay                                       |
|       | La Balançoire                                                          | 1876               | Olej na płótnie                     | 92 × 73 cm                                         | Musée d’Orsay                                       |
|       | La Chevelure                                                           | 1876               | Olej na płótnie                     | 55,5 × 46 cm                                       | National Gallery of Art de Washington               |
|       | Femme nue (Torse d’Anna)                                               | 1876               | Olej na płótnie                     | 92 × 73 cm                                         | Muzeum Sztuk Pięknych im. Puszkina w Moskwie        |
|       | Portrait de femme en noir (Anna)                                       | 1876               | Olej na płótnie                     | 63 × 53 cm                                         | Ermitaż                                             |
|       | Fillette avec un arrosoir                                              | 1876               | Olej na płótnie                     | 100 × 73 cm                                        | National Gallery of Art de Washington               |
|       | Le Jardin de la rue Cortot à Montmartre                                | 1876               | Olej na płótnie                     | 152 × 97 cm                                        | Carnegie Museum of Art de Pittsburgh                |
|       | Jeanne Durand-Ruel                                                     | 1876               | Olej na płótnie                     | 113 × 74 cm                                        | Fondation Barnes                                    |
|       | Jeune Femme en noir                                                    | 1876               | Olej na płótnie                     | 60,5 × 40,4 cm                                     | Neue Pinakothek de Munich                           |
|       | Madame Alphonse Daudet                                                 | 1876               | Olej na płótnie                     | 46 × 38 cm                                         | Musée d’Orsay                                       |
|       | Mademoiselle Georgette Charpentier assise                              | 1876               | Olej na płótnie                     | 97,8 × 70,8 cm                                     | Bridgestone Museum of Art (Tokio)                   |
|       | Nini dans le jardin                                                    | 1876               | Olej na płótnie                     | 61,9 × 50,8 cm                                     | Metropolitan Museum of Art de New York              |
|       | Portrait de Victor Choquet                                             | 1876               | Olej na płótnie                     | 46 × 36 cm                                         | Oskar Reinhart Collection                           |
|       | Le Premier Pas                                                         | 1876               | Olej na płótnie                     | 111 × 80,5 cm                                      | Kolekcja prywatna                                   |
|       | La Seine à Champrosay                                                  | 1876               | Olej na płótnie                     | 55 × 66 cm                                         | Musée d’Orsay                                       |
|       | L'Ingénue                                                              | ca 1876            | Olej na płótnie                     | 55 × 46 cm                                         | Clark Art Institute à Williamstown (Massachusetts)  |
|       | Madame Henriette Henriot                                               | ca 1876            | Olej na płótnie                     | 65,8 × 49,5 cm                                     | National Gallery of Art de Washington               |
|       | Chemin montant dans les hautes herbes                                  | 1876-1877          | Olej na płótnie                     | 60 × 74 cm                                         | Musée d’Orsay                                       |
|       | Jeune Femme assise (La Pensée)                                         | 1876-1877          | Olej na płótnie                     | 66 × 55,5 cm                                       | Barber Institute of Fine Arts                       |
|       | Madame Georges Charpentier                                             | 1876-1877          | Olej na płótnie                     | 46,5 × 38 cm                                       | Musée d’Orsay                                       |
|       | La Première Sortie                                                     | 1876-1877          | Olej na płótnie                     | 65 × 49,5 cm                                       | National Gallery de Londres                         |
|       | En canot                                                               | 1877               | Olej na płótnie                     | 73 × 92,4 cm                                       | Kolekcja prywatna                                   |
|       | Femme relevant sa jupe                                                 | 1877               | Olej na płótnie                     | 69 × 23 cm                                         | Kolekcja prywatna                                   |
|       | Georges Rivière                                                        | 1877               | Huile sur ciment                    | 36,8 × 29,3 cm                                     | National Gallery of Art de Washington               |
|       | Jeanne Samary                                                          | 1877               | Olej na płótnie                     | 46 × 44 cm                                         | Bibliothèque-musée de la Comédie-Française          |
|       | Jeanne Samary en buste (La Rêverie)                                    | 1877               | Olej na płótnie                     | 56 × 47 cm                                         | Muzeum Sztuk Pięknych im. Puszkina w Moskwie        |
|       | Portrait de la comtesse de Pourtalès                                   | 1877               | Olej na płótnie                     | 95 × 72 cm                                         | Museu de Arte de São Paulo                          |
|       | La Sortie du Conservatoire                                             | 1877               | Olej na płótnie                     | 187,3 × 117,5 cm                                   | Fondation Barnes                                    |
|       | Au café                                                                | ca 1877            | Olej na płótnie                     | 39,3 × 34,3 cm                                     | Kröller-Müller Museum                               |
|       | Jeunes gens dans la rue                                                | ca 1877            | Pastele na papierze                 | 63,5 × 49 cm                                       | Ordrupgaard                                         |
|       | Chez la modiste                                                        | 1878               | Olej na płótnie                     | 32,9 × 24,8 cm                                     | Fogg Museum à Cambridge (Massachusetts)             |
|       | Confidences                                                            | 1878               | Olej na płótnie                     | 61,5 × 50,5 cm                                     | Oskar Reinhart Collection                           |
|       | Madame Georges Charpentier et ses enfants                              | 1878               | Olej na płótnie                     | 153,7 × 190,2 cm                                   | Metropolitan Museum of Art                          |
|       | Portrait de l'actrice Jeanne Samary                                    | 1878               | Olej na płótnie                     | 174 × 105 cm                                       | Ermitaż                                             |
|       | Portrait dit de Margot                                                 | 1878               | Olej na płótnie                     | 46,5 × 38 cm                                       | Musée d’Orsay                                       |
|       | Petit nu bleu                                                          | 1878-1879          | Olej na płótnie                     | 46,3 × 38,1 cm                                     | Albright-Knox Art Gallery                           |
|       | Acrobates au cirque Fernando (Francisca et Angelina Wartenberg)        | 1879               | Olej na płótnie                     | 131,5 × 99,5 cm                                    | Art Institute of Chicago                            |
|       | Alphonsine Fournaise                                                   | 1879               | Olej na płótnie                     | 73,5 × 93 cm                                       | Musée d’Orsay                                       |
|       | Bouquet de roses                                                       | 1879               | Olej na płótnie                     | 83,1 × 65,7 cm                                     | Clark Art Institute à Williamstown (Massachusetts)  |
|       | Canotiers à Chatou                                                     | 1879               | Olej na płótnie                     | 81,2 × 100,2 cm                                    | National Gallery of Art                             |
|       | Champ de blé                                                           | 1879               | Olej na płótnie                     | 50,5 × 61 cm                                       | Musée Thyssen-Bornemisza à Madrid                   |
|       | La Fin du déjeuner                                                     | 1879               | Olej na płótnie                     | 100,5 × 81,3 cm                                    | Städel                                              |
|       | Jeune Femme cousant                                                    | 1879               | Olej na płótnie                     | 61,5 × 50,3 cm                                     | Art Institute of Chicago                            |
|       | Marthe Bérard (La Fillette à la ceinture bleue)                        | 1879               | Olej na płótnie                     | 131 × 77 cm                                        | Museu de Arte de São Paulo                          |
|       | Les Pêcheuses de moules à Berneval                                     | 1879               | Olej na płótnie                     | 175,3 × 130,2 cm                                   | Fondation Barnes                                    |
|       | Petite Bohémienne                                                      | 1879               | Olej na płótnie                     | 73 × 54 cm                                         | Kolekcja prywatna                                   |
|       | Portrait de jeune fille brune, assise les mains croisées               | 1879               | Pastele na papierze                 | 61 × 48 cm                                         | Musée d’Orsay                                       |
|       | Portrait de l'artiste                                                  | 1879               | Olej na płótnie                     | 19 × 14 cm                                         | Musée d’Orsay                                       |
|       | La Rêveuse                                                             | 1879               | Olej na płótnie                     | 51,1 × 61,9 cm                                     | Saint Louis Art Museum                              |
|       | Roseraie à Wargemont                                                   | 1879               | Olej na płótnie                     | 63,5 × 80 cm                                       | Kolekcja prywatna                                   |
|       | Thérèse Berard                                                         | 1879               | Olej na płótnie                     | 56 × 47 cm                                         | Clark Art Institute à Williamstown (Massachusetts)  |
|       | La Vague                                                               | 1879               | Olej na płótnie                     | 64,8 × 99,2 cm                                     | Art Institute of Chicago                            |
|       | Les Vendangeurs                                                        | 1879               | Olej na płótnie                     | 54,2 × 65,4 cm                                     | National Gallery of Art de Washington               |
|       | Le Déjeuner au bord de la rivière (Les Canotiers)                      | ca 1879            | Olej na płótnie                     | 55,1 × 65,9 cm                                     | Art Institute of Chicago                            |
|       | Près du lac                                                            | 1879-1880          | Olej na płótnie                     | 47,5 × 56,3 cm                                     | Art Institute of Chicago                            |
|       | Les Bords de la Seine à Argenteuil                                     | 1880               | Olej na płótnie                     | 55 × 65,5 cm                                       | Kolekcja prywatna                                   |
|       | Femme au chapeau de paille (Alphonsine Fournaise)                      | 1880               | Olej na płótnie                     | 50,2 × 61 cm                                       | Kolekcja prywatna                                   |
|       | Fillette au faucon (Mademoiselle Fleury en Algérienne                  | 1880               | Olej na płótnie                     | 126,5 × 78,2 cm                                    | Clark Art Institute à Williamstown (Massachusetts)  |
|       | Jeune Fille endormie au chat                                           | 1880               | Olej na płótnie                     | 120 × 94 cm                                        | Clark Art Institute à Williamstown (Massachusetts)  |
|       | Madame Renoir au chien                                                 | 1880               | Olej na płótnie                     | 32 × 41 cm                                         | Collection Durand-Ruel                              |
|       | La Moisson à Berneval                                                  | 1880               | Olej na płótnie                     | 50,8 × 61 cm                                       | Kolekcja prywatna                                   |
|       | Portrait de Mademoiselle Irène Cahen d'Anvers                          | 1880               | Olej na płótnie                     | 65 × 54 cm                                         | Fondation et Collection Emil G. Bührle              |
|       | Baigneuse au rocher                                                    | ca 1880            | Olej na płótnie                     | 92 × 73 cm                                         | Musée Marmottan Monet                               |
|       | Bouquet dans une loge                                                  | ca 1880            | Olej na płótnie                     | 40 × 51 cm                                         | Musée de l’Orangerie                                |
|       | Dans les bois                                                          | ca 1880            | Olej na płótnie                     | 55,8 × 46,3 cm                                     | National Museum of Western Art                      |
|       | Femme nue                                                              | ca 1880            | Olej na płótnie                     | 80,5 × 65 cm                                       | Musée Rodin                                         |
|       | Nu féminin                                                             | ca 1880            | Olej na płótnie                     | 32 × 40 cm                                         | Ashmolean Museum                                    |
|       | La Place Clichy                                                        | ca 1880            | Olej na płótnie                     | 65 × 44 cm                                         | Fitzwilliam Museum                                  |
|       | Śniadanie wioślarzy                                                    | 1880-1881          | Olej na płótnie                     | 130,2 × 175,6 cm                                   | The Phillips Collection                             |
|       | Jeunes Filles en noir                                                  | 1880-1882          | Olej na płótnie                     | 81,3 × 65,2 cm                                     | Muzeum Sztuk Pięknych im. Puszkina w Moskwie        |
|       | Albert Cahen d'Anvers                                                  | 1881               | Olej na płótnie                     | 79,8 × 63,7 cm                                     | Getty Center                                        |
|       | Baigneuse blonde                                                       | 1881               | Olej na płótnie                     | 81,8 × 65,7 cm                                     | Clark Art Institute à Williamstown (Massachusetts)  |
|       | Bouquet de chrysanthèmes                                               | 1881               | Olej na płótnie                     | 66 × 55,6 cm                                       | Metropolitan Museum of Art                          |
|       | Champ de bananiers                                                     | 1881               | Olej na płótnie                     | 51,5 × 63,5 cm                                     | Musée d’Orsay                                       |
|       | Les Deux Sœurs (Sur la terrasse)                                       | 1881               | Olej na płótnie                     | 100,5 × 81 cm                                      | Art Institute of Chicago                            |
|       | La Femme à l'éventail                                                  | 1881               | Olej na płótnie                     | 65 × 50 cm                                         | Ermitaż                                             |
|       | Fleurs et Chats                                                        | 1881               | Olej na płótnie                     | 92,7 × 73,7 cm                                     | Kolekcja prywatna                                   |
|       | Fruits du Midi                                                         | 1881               | Olej na płótnie                     | 50,7 × 65,3 cm                                     | Art Institute of Chicago                            |
|       | Jeanne Henriot (Fillette au chapeau bleu)                              | 1881               | Olej na płótnie                     | 40 × 35 cm                                         | Kolekcja prywatna                                   |
|       | Jeune Fille algérienne                                                 | 1881               | Olej na płótnie                     | 50,8 × 40,6 cm                                     | Museum of Fine Arts w Bostonie                      |
|       | Mère et enfant                                                         | 1881               | Olej na płótnie                     | 121 × 85,4 cm                                      | Fondation Barnes                                    |
|       | La Mosquée (Fête arabe)                                                | 1881               | Olej na płótnie                     | 73,5 × 92 cm                                       | Musée d’Orsay                                       |
|       | Oignons                                                                | 1881               | Olej na płótnie                     | 39,1 × 60,6 cm                                     | Clark Art Institute à Williamstown (Massachusetts)  |
|       | Le Palais des Doges à Venise                                           | 1881               | Olej na płótnie                     | 54,5 × 65 cm                                       | Clark Art Institute à Williamstown (Massachusetts)  |
|       | Paysage algérien : Le Ravin de la femme sauvage                        | 1881               | Olej na płótnie                     | 65,5 × 81 cm                                       | Musée d’Orsay                                       |
|       | La Place Saint-Marc, Venise                                            | 1881               | Olej na płótnie                     | 65,4 × 81,3 cm                                     | Minneapolis Institute of Arts                       |
|       | Pont du chemin de fer à Chatou (Les Marronniers roses)                 | 1881               | Olej na płótnie                     | 54 × 65,5 cm                                       | Musée d’Orsay                                       |
|       | Portrait d'Alfred Berard avec son chien                                | 1881               | Olej na płótnie                     | 65,2 × 51,1 cm                                     | Philadelphia Museum of Art                          |
|       | Rose et bleue (Alice et Élisabeth Cahen d'Anvers)                      | 1881               | Olej na płótnie                     | 119 × 74 cm                                        | Museu de Arte de São Paulo                          |
|       | La Seine à Chatou                                                      | 1881               | Olej na płótnie                     | 73,3 × 92,4 cm                                     | Museum of Fine Arts w Bostonie                      |
|       | Les Canotiers (Aline Charigot et Renoir)                               | ca 1881            | Olej na płótnie                     | 45,1 × 58,4 cm                                     | Museum of Fine Arts w Bostonie                      |
|       | Jeune Fille avec un éventail                                           | ca 1881            | Olej na płótnie                     | 65 × 54 cm                                         | Clark Art Institute à Williamstown (Massachusetts)  |
|       | Chrysanthèmes                                                          | 1881-1882          | Olej na płótnie                     | 54,7 × 65,9 cm                                     | Art Institute of Chicago                            |
|       | Pêches                                                                 | 1881-1882          | Olej na płótnie                     | 38 × 47 cm                                         | Musée de l’Orangerie                                |
|       | Les Parapluies                                                         | 1881-1886          | Olej na płótnie                     | 180,3 × 114,9 cm                                   | National Gallery w Londynie                         |
|       | Charles et Georges Durand-Ruel                                         | 1882               | Olej na płótnie                     | 65 × 81 cm                                         | Collection Durand-Ruel                              |
|       | Le Jardin d'essai à Alger                                              | 1882               | Olej na płótnie                     | Inconnues                                          | Kolekcja prywatna                                   |
|       | Marie-Thérèse Durand-Ruel cousant                                      | 1882               | Olej na płótnie                     | 64,8 × 53,8 cm                                     | Clark Art Institute à Williamstown (Massachusetts)  |
|       | Mosquée à Alger                                                        | 1882               | Olej na płótnie                     | 48,9 × 59 cm                                       | Kolekcja prywatna                                   |
|       | Le Pont d’Argenteuil en automne                                        | 1882               | Olej na płótnie                     | 54,3 × 65,8 cm                                     | Kolekcja prywatna                                   |
|       | Richard Wagner                                                         | 1882               | Olej na płótnie                     | 53 × 46 cm                                         | Musée d’Orsay                                       |
|       | Rochers à l'Estaque                                                    | 1882               | Olej na płótnie                     | 66,4 × 81 cm                                       | Museum of Fine Arts w Bostonie                      |
|       | Baigneuse assise                                                       | 1882-1885          | Olej na płótnie                     | 54,5 × 42 cm                                       | Kolekcja prywatna                                   |
|       | Bal à Bougival ou Danse à Bougival                                     | 1882-1883          | Olej na płótnie                     | 181,9 × 98,1 cm                                    | Museum of Fine Arts w Bostonie                      |
|       | Brouillard à Guernesey                                                 | 1883               | Olej na płótnie                     | 53,3 × 65,1 cm                                     | Cincinnati Art Museum                               |
|       | Danse à la campagne                                                    | 1883               | Olej na płótnie                     | 180 × 90 cm                                        | Musée d’Orsay                                       |
|       | Danse à la ville                                                       | 1883               | Olej na płótnie                     | 180 × 90 cm                                        | Musée d’Orsay                                       |
|       | Femme algérienne                                                       | 1883               | Olej na płótnie                     | 40 × 32 cm                                         | Kolekcja prywatna                                   |
|       | Femme assise au bord de la mer                                         | 1883               | Olej na płótnie                     | 92,1 × 72,4 cm                                     | Metropolitan Museum of Art                          |
|       | Femme nue dans un paysage                                              | 1883               | Olej na płótnie                     | 65 × 54 cm                                         | Musée de l’Orangerie                                |
|       | Jeune garçon sur la plage d'Yport                                      | 1883               | Olej na płótnie                     | 130,2 × 80 cm                                      | Fondation Barnes                                    |
|       | Nu couché                                                              | 1883               | Olej na płótnie                     | 65,1 × 81,3 cm                                     | Metropolitan Museum of Art de New York              |
|       | Plage de Guernesey                                                     | 1883               | Olej na płótnie                     | 32 × 41.35 cm                                      | Kolekcja prywatna                                   |
|       | Au jardin du Luxembourg                                                | ca 1883            | Olej na płótnie                     | 64 × 53 cm                                         | Kolekcja prywatna                                   |
|       | Baie de Moulin Huet, Guernesey                                         | ca 1883            | Olej na płótnie                     | 29,2 × 54 cm                                       | National Gallery w Londynie                         |
|       | Bouquet de chrysanthèmes                                               | ca 1883-1885       | Olej na płótnie                     | 81,5 × 65,5 cm                                     | Musée des Beaux-Arts de Rouen                       |
|       | L'Après-midi des enfants à Wargemont                                   | 1884               | Olej na płótnie                     | 127 × 173 cm                                       | Stara Galeria Narodowa w Berlinie                   |
|       | La Natte (Suzanne Valadon)                                             | 1884-1886          | Olej na płótnie                     | 56 × 47 cm                                         | Museum Langmatt                                     |
|       | Wielkie kąpiące się                                                    | 1884-1887          | Olej na płótnie                     | 117,8 × 170,8 cm                                   | Philadelphia Museum of Art                          |
|       | La Coiffure (Baigneuse arrangeant ses cheveux)                         | 1885               | Olej na płótnie                     | 92 × 73 cm                                         | Clark Art Institute de Williamstown (Massachusetts) |
|       | L'Enfant au fouet                                                      | 1885               | Olej na płótnie                     | 107 × 75 cm                                        | Ermitaż                                             |
|       | Fillette au cerceau                                                    | 1885               | Olej na płótnie                     | 125,7 × 76,6 cm                                    | National Gallery of Art de Washington               |
|       | Aline Charigot (Madame Renoir)                                         | ca 1885            | Olej na płótnie                     | 65,4 × 54 cm                                       | Philadelphia Museum of Art                          |
|       | Glaïeuls                                                               | ca 1885            | Olej na płótnie                     | 75 × 54,5 cm                                       | Musée d’Orsay                                       |
|       | Suzanne Valadon                                                        | ca 1885            | Olej na płótnie                     | 41,3 × 31,8 cm                                     | National Gallery of Art de Washington               |
|       | Baigneuse                                                              | 1885-1890          | Olej na płótnie                     | 39,4 × 29,2 cm                                     | National Gallery w Londynie                         |
|       | Jeune Fille lisant                                                     | 1886               | Olej na płótnie                     | 55,5 × 46,5 cm                                     | Städel                                              |
|       | Après le bain (Petite Baigneuse)                                       | 1887               | Olej na płótnie                     | 60 × 54 cm                                         | Nasjonalgalleriet                                   |
|       | Julie Manet                                                            | 1887               | Olej na płótnie                     | 65 × 54 cm                                         | Musée d’Orsay                                       |
|       | Maternité (L'Enfant au biscuit)                                        | 1887               | Olej na płótnie                     | 56 × 46,5 cm                                       | Kolekcja prywatna                                   |
|       | Femme se coiffant                                                      | 1887               | Olej na płótnie                     | 65,3 × 54 cm                                       | Ermitaż                                             |
|       | Lavandière à l'enfant                                                  | ca 1887            | Olej na płótnie                     | 81,3 × 65,4 cm                                     | Fondation Barnes                                    |
|       | Tête de femme                                                          | ca 1887            | Olej na płótnie                     | 42 × 32 cm                                         | Kolekcja prywatna                                   |
|       | Les Filles de Catulle Mendès                                           | 1888               | Olej na płótnie                     | 161,9 × 129,9 cm                                   | Metropolitan Museum of Art                          |
|       | Jeune Femme se baignant                                                | 1888               | Olej na płótnie                     | 85 × 66 cm                                         | Kolekcja prywatna                                   |
|       | Nu dans l'eau                                                          | 1888               | Olej na płótnie                     | 84 × 65 cm                                         | Kolekcja prywatna                                   |
|       | La Coiffure                                                            | 1888               | Olej na płótnie                     | 81 × 58 cm                                         | Pola Museum of Art (Kanagawa, Japonia)              |
|       | Petite fille à la gerbe                                                | 1888               | Olej na płótnie                     | 65 × 54 cm                                         | Museu de Arte de São Paulo                          |
|       | La Cueillette des fleurs (Dans la prairie)                             | 1888-1892          | Olej na płótnie                     | 81,3 × 65,4 cm                                     | Metropolitan Museum of Art                          |
|       | Femme à la lettre                                                      | ca 1888 ou ca 1895 | Olej na płótnie                     | 65 × 54 cm                                         | Musée de l’Orangerie                                |
|       | La Montagne Sainte-Victoire                                            | 1889               | Olej na płótnie                     | 53 × 64,1 cm                                       | Yale University Art Gallery                         |
|       | Jeunes Filles lisant (Les Deux Sœurs)                                  | ca 1889            | Olej na płótnie                     | 64 × 54 cm                                         | Kolekcja prywatna                                   |
|       | La Marchande d’oranges                                                 | ca 1889            | Olej na płótnie                     | 128,8 × 41,8 cm                                    | National Gallery of Art                             |
|       | La Marchande de poissons                                               | ca 1889            | Olej na płótnie                     | 130,7 × 41,8 cm                                    | National Gallery of Art                             |
|       | Madame Renoir et son fils Pierre                                       | 1890               | Olej na płótnie                     | 19 × 16 cm                                         | Kolekcja prywatna                                   |
|       | Jeune Femme assise                                                     | ca 1890            | Olej na płótnie                     | 91 × 72 cm                                         | Kolekcja prywatna                                   |
|       | Jeune Fille au chapeau rose et noir                                    | ca 1890            | Olej na płótnie                     | 40,6 × 32,4 cm                                     | Metropolitan Museum of Art                          |
|       | Nu barbotant                                                           | ca 1890            | Olej na płótnie                     | 41,3 × 33,7 cm                                     | Fondation Barnes                                    |
|       | Portrait de deux fillettes                                             | ca 1890            | Olej na płótnie                     | 46,5 × 55 cm                                       | Musée de l’Orangerie                                |
|       | Tête d'une jeune fille                                                 | ca 1890            | Olej na płótnie                     | 42,6 × 33,3 cm                                     | National Gallery of Art                             |
|       | Kalafior i granaty                                                     | ok. 1890           | Olej na płótnie                     | 35 × 46,5 cm                                       | ?                                                   |
|       | Jeunes Filles lisant                                                   | 1890-1891          | Olej na płótnie                     | 56,5 × 48,2 cm                                     | Los Angeles County Museum of Art                    |
|       | Femme au chapeau                                                       | 1891               | Olej na płótnie                     | 56 × 46,5 cm                                       | National Museum of Western Art                      |
|       | La Laveuse                                                             | ca 1891            | Olej na płótnie                     | 46 × 56 cm                                         | Kolekcja prywatna                                   |
|       | Baigneuse assise                                                       | 1892               | Olej na płótnie                     | 81,3 × 49,5 cm                                     | Metropolitan Museum of Art                          |
|       | Baigneuse assise au rocher                                             | 1892               | Olej na płótnie                     | 80 × 64 cm                                         | Kolekcja prywatna                                   |
|       | Jeunes filles au piano                                                 | 1892               | Olej na płótnie                     | 116 × 81 cm                                        | Musée de l’Orangerie                                |
|       | Jeunes filles au piano                                                 | 1892               | Olej na płótnie                     | 116 × 90 cm                                        | Musée d’Orsay                                       |
|       | Stéphane Mallarmé                                                      | 1892               | Olej na płótnie                     | 50 × 40 cm                                         | Pałac wersalski                                     |
|       | Jeunes Filles regardant un album                                       | ca 1892            | Olej na płótnie                     | 81,3 × 64,3 cm                                     | Virginia Museum of Fine Arts                        |
|       | Baigneuse se coiffant                                                  | 1893               | Olej na płótnie                     | 92,5 × 74 cm                                       | National Gallery of Art                             |
|       | Paysage à Beaulieu                                                     | ca 1893            | Olej na płótnie                     | 65,1 × 81 cm                                       | Fine Arts Museums of San Francisco                  |
|       | Jeunes Filles dans un jardin à Montmartre                              | 1893-1895          | Olej na płótnie                     | 37 × 50 cm                                         | Kolekcja prywatna                                   |
|       | Berthe Morisot et sa fille Julie Manet                                 | 1894               | Olej na płótnie                     | 81 × 65 cm                                         | Kolekcja prywatna                                   |
|       | Jeunes Filles au bord de la mer                                        | 1894               | Olej na płótnie                     | 55 × 46 cm                                         | Kolekcja prywatna                                   |
|       |                                                                        |                    |                                     |                                                    |                                                     |
|       | L'Enfant et sa bonne                                                   | 1895               | Olej na płótnie                     | 79 × 63,5 cm                                       | Kolekcja prywatna                                   |
|       | Portrait d'enfants (Les Enfants de Martial Caillebotte)                | 1895               | Olej na płótnie                     | 65 × 82 cm                                         | Kolekcja prywatna                                   |
|       | Baigneuse aux cheveux longs                                            | ca 1895            | Olej na płótnie                     | 82 × 65 cm                                         | Musée de l’Orangerie                                |
|       | Christine Lerolle brodant                                              | ca 1895            | Olej na płótnie                     | 82,6 × 65,8 cm                                     | Columbus Museum of Art                              |
|       | Gabrielle et Jean                                                      | ca 1895            | Olej na płótnie                     | 65 × 54 cm                                         | Musée de l’Orangerie                                |
|       | Gabrielle, Jean et une petite fille                                    | ca 1895            | Olej na płótnie                     | 65 × 80 cm                                         | Kolekcja prywatna                                   |
|       | Le Printemps (La Source)                                               | ca 1895            | Olej na płótnie                     | 65,5 × 55,5 cm                                     | Fondation Barnes                                    |
|       | Baigneuse assise dans un paysage, dite Eurydice                        | 1895-1900          | Olej na płótnie                     | 116 × 89 cm                                        | Musée Picasso                                       |
|       | Baigneuse debout                                                       | 1896               | Olej na płótnie                     | 81 × 60 cm                                         | Kolekcja prywatna                                   |
|       | La Famille de l'artiste                                                | 1896               | Olej na płótnie                     | 173 × 140 cm                                       | Fondation Barnes                                    |
|       | Graziella                                                              | 1896               | Olej na płótnie                     | 65,4 × 54 cm                                       | Detroit Institute of Arts                           |
|       | Femme à la collerette rouge                                            | ca 1896            | Olej na płótnie                     | 41,3 × 33,3 cm                                     | Philadelphia Museum of Art                          |
|       | Portrait de Jeanne Baudot                                              | 1896               | Olej na płótnie                     | 25 × 40,5 cm                                       | Kolekcja prywatna                                   |
|       | Christine Lerolle                                                      | 1897               | Olej na płótnie                     | 57,5 × 53,5 cm                                     | Kolekcja prywatna                                   |
|       | Baigneuses dans la forêt                                               | ca 1897            | Olej na płótnie                     | 73,7 × 99,7 cm                                     | Fondation Barnes                                    |
|       | Cariatides                                                             | ca 1897            | Olej na płótnie                     | 130 × 41 cm                                        | Musée Renoir                                        |
|       | Joueuse de guitare                                                     | ca 1897            | Olej na płótnie                     | 81 × 65 cm                                         | Musée des Beaux-Arts                                |
|       | Trois baigneuses au crabe                                              | ca 1897            | Olej na płótnie                     | 54,6 × 65,7 cm                                     | Cleveland Museum of Art                             |
|       | Yvonne et Christine Lerolle au piano                                   | ca 1897            | Olej na płótnie                     | 73 × 92 cm                                         | Musée de l’Orangerie                                |
|       | Jeune Espagnole jouant de la guitare                                   | 1898               | Olej na płótnie                     | 55,6 × 65,2 cm                                     | National Gallery of Art                             |
|       | La Jeune Mère                                                          | 1898               | Olej na płótnie                     | 56 × 47 cm                                         | Kolekcja prywatna                                   |
|       | Fleurs dans un vase                                                    | ca 1898            | Olej na płótnie                     | 55 × 46 cm                                         | Musée de l’Orangerie                                |
|       | Ambroise Vollard au foulard rouge                                      | ca 1899            | Olej na płótnie                     | 30 × 25 cm                                         | Petit Palais                                        |
|       | Jean Renoir cousant                                                    | ca 1899            | Olej na płótnie                     | 55,4 × 46,5 cm                                     | Art Institute of Chicago                            |
|       | Pommes et poires                                                       | 1. poł. XIX w.     | Olej na płótnie                     | 32 × 41 cm                                         | Musée de l’Orangerie                                |
|       | Dormeuse                                                               | 1900               | Olej na płótnie                     | 67 × 55 cm                                         | Kolekcja prywatna                                   |
|       | Printemps à Essoyes                                                    | ca 1900            | Olej na płótnie                     | 50,1 × 62,2 cm                                     | Indianapolis Museum of Art                          |
|       | La Toilette                                                            | ca 1900            | Olej na płótnie                     | 145,7 × 97,8 cm                                    | Fondation Barnes                                    |
|       | Jean Renoir dessinant                                                  | 1901               | Olej na płótnie                     | 45,1 × 54,6 cm                                     | Virginia Museum of Fine Arts                        |
|       | Pierrot blanc                                                          | 1901-1902          | Olej na płótnie                     | 79,1 × 61,9 cm                                     | Detroit Institute of Arts à Détroit                 |
|       | Nu couché (La Boulangère)                                              | 1902               | Olej na płótnie                     | 54 × 64,7 cm                                       | Kolekcja prywatna                                   |
|       | La Source. Nu allongé                                                  | 1902               | Olej na płótnie                     | 67,3 × 154 cm                                      | Galerie Beyeler                                     |
|       | Baigneuse                                                              | 1903               | Olej na płótnie                     | 92,7 × 73,4 cm                                     | Österreichische Galerie Belvedere                   |
|       | Femme nue couchée                                                      | 1903               | Olej na płótnie                     | 65 × 156 cm                                        | Kolekcja prywatna                                   |
|       | Wielkie kąpiące się                                                    | 1903               | Olej na płótnie                     | 112 × 166 cm                                       | Musée Masséna                                       |
|       | Coco (Claude Renoir)                                                   | 1903-1904          | Olej na płótnie                     | 29 × 24 cm                                         | Museu de Arte de São Paulo                          |
|       | Ode aux fleurs (Ode aux fleurs d'après Anacréon)                       | 1903-1909          | Olej na płótnie                     | 46 × 36 cm                                         | Musée d’Orsay                                       |
|       | Misia Sert                                                             | 1904               | Olej na płótnie                     | 92,1 × 73 cm                                       | National Gallery w Londynie                         |
|       | Portrait de Marthe Denis                                               | 1904               | Olej na płótnie                     | 54 × 45 cm                                         | Morohashi Museum of Modern Art                      |
|       | Baigneuse                                                              | 1905               | Olej na płótnie                     | 97,1 × 73 cm                                       | Philadelphia Museum of Art                          |
|       | Terrasses à Cagnes                                                     | 1905               | Olej na płótnie                     | 46 × 55,5 cm                                       | Kolekcja prywatna                                   |
|       | Bouquet de tulipes                                                     | ca 1905            | Olej na płótnie                     | 44 × 37 cm                                         | Musée de l’Orangerie                                |
|       | Claude Renoir jouant                                                   | ca 1905            | Olej na płótnie                     | 46 × 55 cm                                         | Musée de l’Orangerie                                |
|       | Coco (Claude)                                                          | ca 1905            | Olej na płótnie                     | 21,6 × 24,1 cm                                     | Fred Jones Jr. Museum of Art                        |
|       | Fraises                                                                | ca 1905            | Olej na płótnie                     | 28 × 46 cm                                         | Musée de l’Orangerie                                |
|       | Quatre études de Jean                                                  | 1905-1906          | Olej na płótnie                     | 32 × 27 cm                                         | Museu de Arte de São Paulo                          |
|       | Baigneuse allongée                                                     | 1906               | Olej na płótnie                     | 54,8 × 65 cm                                       | National Museum of Western Art                      |
|       | Gabrielle lisant                                                       | 1906               | Olej na płótnie                     | 56 × 47 cm                                         | Staatliche Kunsthalle                               |
|       | La Leçon                                                               | 1906               | Olej na płótnie                     | 65 × 85 cm                                         | Kolekcja prywatna                                   |
|       | La Frivolité                                                           | ca 1906            | Olej na płótnie                     | 56,5 × 46,7 cm                                     | Philadelphia Museum of Art                          |
|       | La Promenade                                                           | ca 1906            | Olej na płótnie                     | 165 × 129 cm                                       | Fondation Barnes                                    |
|       | Femme nue couchée                                                      | 1906−1907          | Olej na płótnie                     | 67 × 160 cm                                        | Musée de l’Orangerie                                |
|       | Maison de la Poste, Cagnes                                             | 1906−1907          | Olej na płótnie                     | 13 × 22,5 cm                                       | National Gallery of Art                             |
|       | Grand nu (Nu sur les coussins)                                         | 1907               | Olej na płótnie                     | 70 × 155 cm                                        | Musée d’Orsay                                       |
|       | La Toilette : femme se peignant                                        | 1907-1908          | Olej na płótnie                     | 55 × 46,5 cm                                       | Musée d’Orsay                                       |
|       | Ambroise Vollard                                                       | 1908               | Olej na płótnie                     | 81,6 × 65,2 cm                                     | Institut Courtauld                                  |
|       | Gabrielle reprisant                                                    | 1908               | Olej na płótnie                     | 64 × 54 cm                                         | Kolekcja prywatna                                   |
|       | Portrait de Claude Renoir                                              | 1908               | Olej na płótnie                     | 56 × 47 cm                                         | Museu de Arte de São Paulo                          |
|       | Les Vignes à Cagnes                                                    | 1908               | Olej na płótnie                     | 46,4 × 55,2 cm                                     | Brooklyn Museum                                     |
|       | Gabrielle en blouse ouverte                                            | ca 1908            | Olej na płótnie                     | 65,5 × 53,5 cm                                     | Kolekcja prywatna                                   |
|       | Ravaudeuse à la fenêtre                                                | ca 1908            | Olej na płótnie                     | 65 × 55 cm                                         | New Orleans Museum of Art                           |
|       | La Ferme des Collettes                                                 | 1908-1914          | Olej na płótnie                     | 54,6 × 65,4 cm                                     | Metropolitan Museum of Art                          |
|       | La Baigneuse brune (Gabrielle s'essuyant)                              | 1909               | Olej na płótnie                     | 92 × 73 cm                                         | Kolekcja prywatna                                   |
|       | Claude Renoir en clown                                                 | 1909               | Olej na płótnie                     | 120 × 77 cm                                        | Musée de l’Orangerie                                |
|       | Danseuse aux castagnettes                                              | 1909               | Olej na płótnie                     | 155 × 64,8 cm                                      | National Gallery w Londynie                         |
|       | Danseuse au tambourin                                                  | 1909               | Olej na płótnie                     | 155 × 64,8 cm                                      | National Gallery w Londynie                         |
|       | Jeune Fille en rouge                                                   | ca 1909            | Olej na płótnie                     | 38,7 × 28,9 cm                                     | Fondation Barnes                                    |
|       | Nu couché, vu de dos (Le Repos après le bain)                          | ca 1909            | Olej na płótnie                     | 41 × 52 cm                                         | Musée d’Orsay                                       |
|       | Autoportrait au chapeau blanc                                          | 1910               | Olej na płótnie                     | 42 × 33 cm                                         | Kolekcja prywatna                                   |
|       | Coco (Claude Renoir)                                                   | 1910               | Olej na płótnie                     | 55 × 46,4 cm                                       | Museum of Fine Arts w Bostonie                      |
|       | Gabrielle aux bijoux                                                   | 1910               | Olej na płótnie                     | 81 × 65 cm                                         | Kolekcja prywatna                                   |
|       | Geneviève Bernheim de Villers                                          | 1910               | Olej na płótnie                     | 55 × 44 cm                                         | Musée d’Orsay                                       |
|       | Jean Renoir en chasseur                                                | 1910               | Olej na płótnie                     | 172,7 × 88,9 cm                                    | Los Angeles County Museum of Art                    |
|       | Madame Josse Bernheim-Jeune et son fils Henry                          | 1910               | Olej na płótnie                     | 92,5 × 73,3 cm                                     | Musée d’Orsay                                       |
|       | Monsieur et Madame Bernheim de Villers                                 | 1910               | Olej na płótnie                     | 81 × 65,4 cm                                       | Musée d’Orsay                                       |
|       | Nature morte avec citrons et coupe                                     | 1910               | Olej na płótnie                     | 17,5 × 28 cm                                       | Fundação Cultural Ema Gordon Klabin                 |
|       | Paul Durand-Ruel                                                       | 1910               | Olej na płótnie                     | 65 × 54 cm                                         | Collection Durand-Ruel                              |
|       | Portrait de Wilhelm Mühlfeld                                           | 1910               | Olej na płótnie                     | 55 × 45,8 cm                                       | Southampton City Art Gallery                        |
|       | Baigneuse s'essuyant la jambe                                          | ca 1910            | Olej na płótnie                     | 84 × 65 cm                                         | Museu de Arte de São Paulo                          |
|       | Femme à la rose                                                        | ca 1910            | Olej na płótnie                     | 52,4 × 46,4 cm                                     | National Museum of Western Art                      |
|       | Portrait d'enfant                                                      | 1910-1912          | Olej na płótnie                     | 41 × 33 cm                                         | Musée Picasso                                       |
|       | Alexandre Thurneyssen en jeune pâtre                                   | 1911               | Olej na płótnie                     | 75 × 93 cm                                         | Rhode Island School of Design Museum                |
|       | Gabrielle à la rose                                                    | 1911               | Olej na płótnie                     | 55,5 × 47 cm                                       | Musée d’Orsay                                       |
|       | Réunion dans le jardin                                                 | 1911-1915          | Olej na płótnie                     | 46 × 38 cm                                         | Musée d’Orsay                                       |
|       | Krajobraz z Cros-de-Cagnes                                             | przed 1912         | olej na płótnie                     | 17,2 × 28,2 cm                                     | Muzeum Narodowe w Warszawie                         |
|       | Krajobraz z południowej Francji (Cagnes)                               | 1912               | olej na papierze oprawiony w płótno | 19 × 29 cm                                         | Muzeum Narodowe w Warszawie                         |
|       | Après le bain                                                          | 1912               | Olej na płótnie                     | 67 × 52,5 cm                                       | Kunstmuseum                                         |
|       | Grand Nu assis                                                         | 1912               | Olej na płótnie                     | 93 × 74 cm                                         | Museu de Arte de São Paulo                          |
|       | Les Laveuses                                                           | ca 1912            | Olej na płótnie                     | 65,5 × 54,5 cm                                     | Kolekcja prywatna                                   |
|       | La Tasse de chocolat                                                   | ca 1912            | Olej na płótnie                     | 54,3 × 64,8 cm                                     | Fondation Barnes                                    |
|       | Baigneuse assise                                                       | 1913               | Olej na płótnie                     | 82 × 65,8 cm                                       | Kolekcja prywatna                                   |
|       | Gabrielle en blouse rouge                                              | 1913               | Olej na płótnie                     | 23,5 × 20 cm                                       | Kolekcja prywatna                                   |
|       | Portrait de Gertrude Osthaus                                           | 1913               | Olej na płótnie                     | 55 × 46,4 cm                                       | Muzeum Folkwang                                     |
|       | Portrait de la poétesse Alice Vallières-Merzbach                       | 1913               | Olej na płótnie                     | 92 × 73 cm                                         | Association des amis du Petit-Palais                |
|       | La Boulangère (La Laitière)                                            | 1913-1914          | Olej na płótnie                     | 35 × 31 cm                                         | Musée de Grenoble                                   |
|       | Le Jugement de Pâris                                                   | 1913-1914          | Olej na płótnie                     | 73 × 92 cm                                         | Museum of Art                                       |
|       | Liseuse à la Vénus (Gabrielle avec une sculpture                       | 1913-1915          | Olej na płótnie                     | 51 × 47 cm                                         | Kolekcja prywatna                                   |
|       | Tilla Durieux                                                          | 1914               | Olej na płótnie                     | 92,1 × 73,7 cm                                     | Metropolitan Museum of Art                          |
|       | Véra Sergine Renoir                                                    | 1914               | Olej na płótnie                     | 49 × 59 cm                                         | Musée Botero                                        |
|       | Baigneuse assise s'essuyant une jambe                                  | ca 1914            | Olej na płótnie                     | 51 × 41 cm                                         | Musée de l’Orangerie                                |
|       | Femmes au bain                                                         | ca 1915            | Olej na płótnie                     | 40,5 × 51 cm                                       | Nationalmuseum                                      |
|       | Blonde à la rose                                                       | ca 1915            | Olej na płótnie                     | 64 × 54 cm                                         | Musée de l’Orangerie                                |
|       | Gabrielle au chapeau                                                   | 1915-1916          | Olej na płótnie                     | 55 × 37 cm                                         | Musée de Grenoble                                   |
|       | Odalisque dormant                                                      | 1915-1917          | Olej na płótnie                     | 50 × 53 cm                                         | Musée d’Orsay                                       |
|       | Femme au chapeau                                                       | 1915-1919          | Olej na płótnie                     | 26 × 26 cm                                         | Musée de l’Orangerie                                |
|       | Baigneuses                                                             | 1916               | Olej na płótnie                     | 73 × 93 cm                                         | Fondation Barnes                                    |
|       | Portrait de modèle en buste                                            | 1916               | Olej na płótnie                     | 55 × 46 cm                                         | Musée Picasso                                       |
|       | Trois femmes dans un paysage                                           | 1916               | Olej na płótnie                     | 65,3 × 54,3 cm                                     | National Museum of Western Art                      |
|       | Ambroise Vollard en toréador                                           | 1917               | Olej na płótnie                     | 102,2 × 83,2 cm                                    | Nippon Television                                   |
|       | Baigneuse                                                              | 1917-1918          | Olej na płótnie                     | 52,7 × 33 cm                                       | Philadelphia Museum of Art                          |
|       | Femme accoudée                                                         | 1917-1919          | Olej na płótnie                     | 23 × 32 cm                                         | Musée de l’Orangerie                                |
|       | Adèle Besson                                                           | 1918               | Olej na płótnie                     | 41 × 36,8 cm                                       | Musée des Beaux-Arts et d'Achéologie de Besançon    |
|       | Baigneuses                                                             | ca 1918            | Olej na płótnie                     | 65 × 80 cm                                         | Fondation Barnes                                    |
|       | Femme laçant sa chaussure                                              | ca 1918            | Olej na płótnie                     | 50,5 × 56,5 cm                                     | Institut Courtauld                                  |
|       | Les Baigneuses                                                         | 1918–1919          | Olej na płótnie                     | 110 × 160 cm                                       | Musée d’Orsay                                       |
|       | Le Concert                                                             | 1918–1919          | Olej na płótnie                     | 75,6 × 92,7 cm                                     | Art Gallery of Ontario                              |
|       | Femme à la mandoline                                                   | 1919               | Olej na płótnie                     | 55 × 55 cm                                         | Kolekcja prywatna                                   |
|       | Vase de roses                                                          | 1919               | Olej na płótnie                     | 37 × 31,5 cm                                       | Kolekcja prywatna                                   |
|       | Bouquet                                                                | 1. poł. XIX w.     | Olej na płótnie                     | 40 × 33 cm                                         | Musée de l’Orangerie                                |
|       | Gabrielle au jardin                                                    | 1. poł. XIX w.     | Olej na płótnie                     | 55 × 46 cm                                         | Musée de l’Orangerie                                |
|       | Portrait de femme                                                      | 1. poł. XIX w.     | Olej na płótnie                     |                                                    | Musée de l’Orangerie                                |